# پیردان
پیردان، روستایی از توابع بخش مرکزی شهرستان سرباز در استان سیستان و بلوچستان ایران است.
دارای بازارچه سنتی که قدمت آن به ۶۰سال میرسدوانواع ترشی جات و میوه های فصلی در آن دسترس میباشد، اسم آن برگرفته از یک پیر یا مرشد میباشد.

## افسانه های روستا
دختر زیبارویی به اسم میروک افسانه ای هم درآن می زیسته وپارک مسافری جهت یادبود وی و معشوقش توسط شورای دوره پنجم روستا احداث گردیده است.

## مسیر
برای سفر به پیردان از مسیر جاده ترانزیتی ایرانشهرسرباز  چابهار میباشد فاصله تا ایرانشهر ۱۱۰کیلومتر راسک ۶۰وچابهار۲۴۰کیلومتر میباشد روستای مذکور دارای کوههای سربه فلک کشیده رودخانه پرآب و درختان نخل فراوان میباشدافراد سرشناسی از جمله محمدحسن ارامش در این روستا سکونت داشتند ازنظرقومیت مردمان پیردان به رند بلوچ معروف میباشند که از نوادگان میرچاکر رند میباشند.

## جمعیت
این روستا در دهستان سرباز قرار دارد و براساس سرشماری مرکز آمار ایران در سال ۱۳۸۵، جمعیت آن ۱۳۰۴ نفر (۲۰۷خانوار) بوده‌است.